# Aepycamelus
 Aepycamelus  (Syn.: Alticamelus) ist eine ausgestorbene Gattung der Kamele aus Nordamerika. Fossilien dieser Tiere sind aus Ablagerungen des späten Miozäns bekannt.

## Beschreibung
Der Name der Gattung bedeutet „hochgewachsenes Kamel“. Die Tiere ähneln in ihrem Habitus einer heutigen Giraffe: Sie waren ungewöhnlich hochbeinig und trugen den Kopf auf einem sehr langen Hals in bis zu drei Meter Höhe. Zum Vergleich: Ein Dromedar erreicht am Höcker maximal eine Höhe von etwa 2,3 Meter. Die Vertreter von Aepycamelus waren Bewohner offener Landschaften, wo sie sich, anders als die heute lebenden (rezenten) Kamele, vom Laub der Büsche und Bäume ernährten (Foliovorie).
Der Fuß war wie auch bei den übrigen miozänen Kamelen schon wie der ihrer heute lebenden Verwandten ausgebildet. Die bei den frühen Cameliden noch vorhandenen kleinen Hufe waren bereits reduziert und funktional durch die breiten, elastischen Fußballen (Schwielensohlen) ersetzt, die Kamelen auch auf unsicherem Grund einen festen Tritt ermöglichen. Auch der für rezente Kamele so charakteristische Passgang war wahrscheinlich bereits vorhanden. Diese Gangart ist eine effektive Art der Fortbewegung im offenen Gelände, wo Wendigkeit nur eine untergeordnete Rolle spielt. Sie ist in den fossilisierten Fährten von miozänen Kamelen dokumentiert.

## Namensgebung
Macdonald ordnete 1956 in seiner Erstbeschreibung von Aepycamelus der neuen Gattung die Arten zu, die bislang zum jüngeren Synonym Alticamelus gehört hatten. Aepyicamelus (altgriechisch αἰπύς aipýs „hochgewachsen“) ist die griechische Entsprechung zu Alticamelus (lateinisch altus „hochgewachsen“), das 1901 von William Diller Matthew eingeführt worden war. Beide Namen haben also dieselbe Bedeutung. Das Tier wurde ursprünglich 1869 von dem amerikanischen Wirbeltierpaläontologen Joseph Leidy unter dem Namen Homocamelus beschrieben. 

## Arten
- Aepycamelus alexandrae
- Aepycamelus bradyi
- Aepycamelus elrodi
- Aepycamelus giraffinus
- Aepycamelus major
- Aepycamelus priscus
- Aepycamelus procerus
- Aepycamelus robustus
- Aepycamelus stocki